# بحث‌های مذهبی پیرامون مجموعه هری پاتر

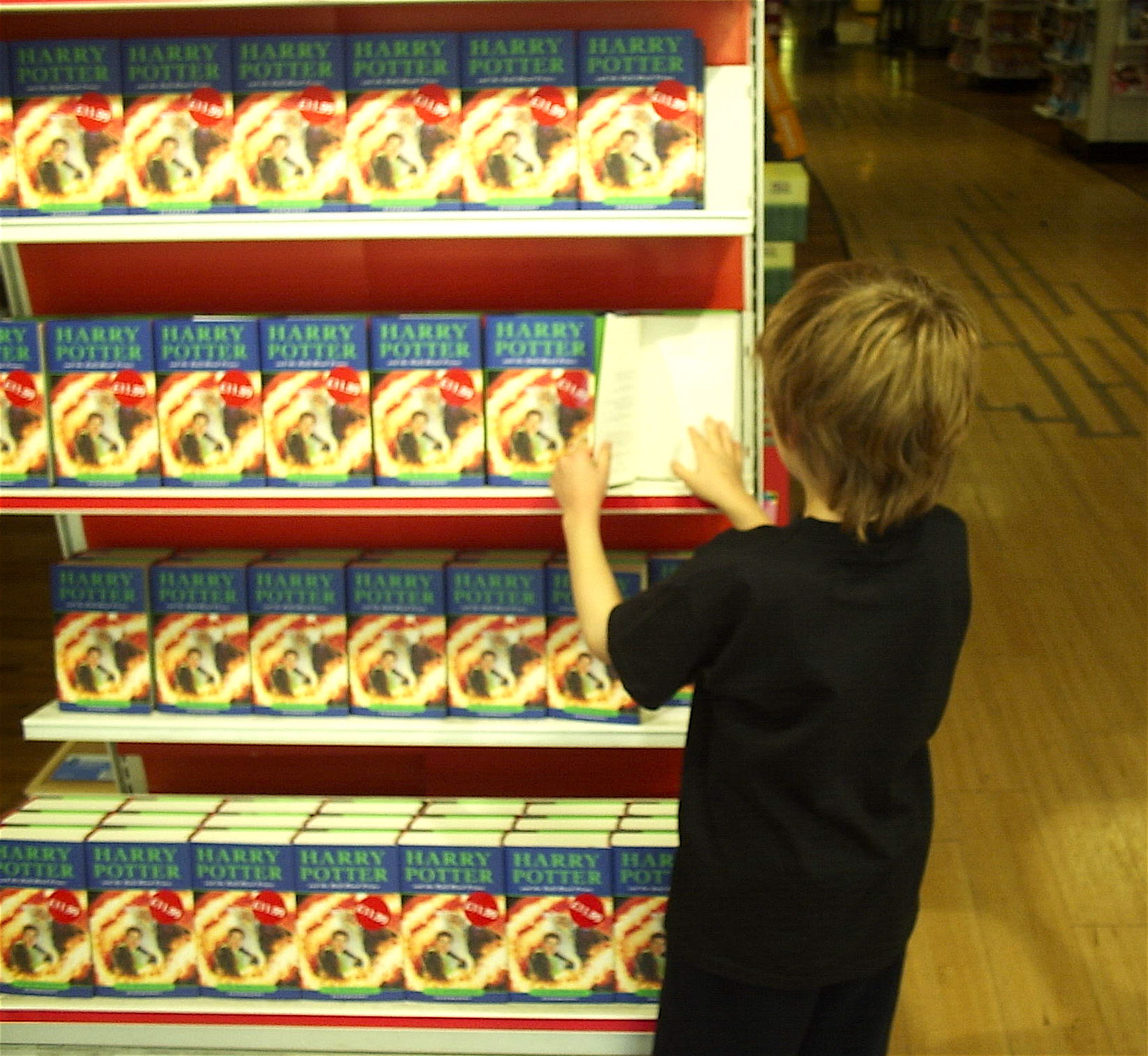
یک کتابخانه با کتاب «هری پاتر و شاهزاده دورگه»

بحث‌های مذهبی بر سر مجموعه کتاب‌های هری پاتر نوشته جی‌کی رولینگ بر این ادعا استوار است که رمان‌ها حاوی علوم خفیه یا شیطانی هستند. برخی از مسلمانان به همراه تعدادی از مسیحیان پروتستان ، کاتولیک و ارتدوکس شرقی بحث‌ها و انتقاداتی علیه این مجموعه عنوان کرده اند. طرفداران این سریال اما میگویند که جادوی به کار رفته در هری پاتر شباهتی به شیطان پرستی نداشته و بیشتر مثل فیلم‌های تخیلی چون سیندرلا و سفید برفی یا آثار سی اس لوئیس و جی آر آر تالکین است که هر دو به علت نوشتن رمان‌هایی تخیلی با پیام‌هایی از مسیحیت در داستان های خود معروف شده اند. برخی استدلال می کنند که به دور از ترویج یک مذهب خاص،  رمان های هری پاتر، به روش خود از تمام بحث‌های مذهبی دوری میکند.  هرچند نویسنده این مجموعه، جی کی رولینگ، خود را به عنوان یک مسیحی توصیف می کند،  و بسیاری به ارجاعات مسیحی اشاره کرده اند که او در رمان پایانی خود یعنی هری پاتر و یادگاران مرگ آورده است.